# British Empire and Commonwealth Games 1958
Die British Empire and Commonwealth Games 1958 waren die sechste Ausgabe jener Veranstaltung, die heute unter dem Namen Commonwealth Games bekannt ist. Sie fanden vom 18. bis 26. Juli 1958 in der walisischen Stadt Cardiff statt.
Ausgetragen wurden Wettbewerbe in den Sportarten Bowls, Boxen, Fechten, Gewichtheben, Leichtathletik, Radfahren, Ringen, Rudern und Schwimmen (inkl. Wasserspringen). Es nahmen 1122 Sportler aus 35 Ländern teil. Hauptwettkampfort war der Cardiff Arms Park. Erstmals durchgeführt wurde der Queen’s Baton Relay, eine dem olympischen Fackellauf nachempfundene Stafette.
Starke Kritik rief wegen der Apartheid-Politik die Teilnahme Südafrikas hervor. Das Land trat 1961 aus dem Commonwealth of Nations aus und nahm erst wieder 1994 an den Commonwealth Games teil.

## Teilnehmende Länder

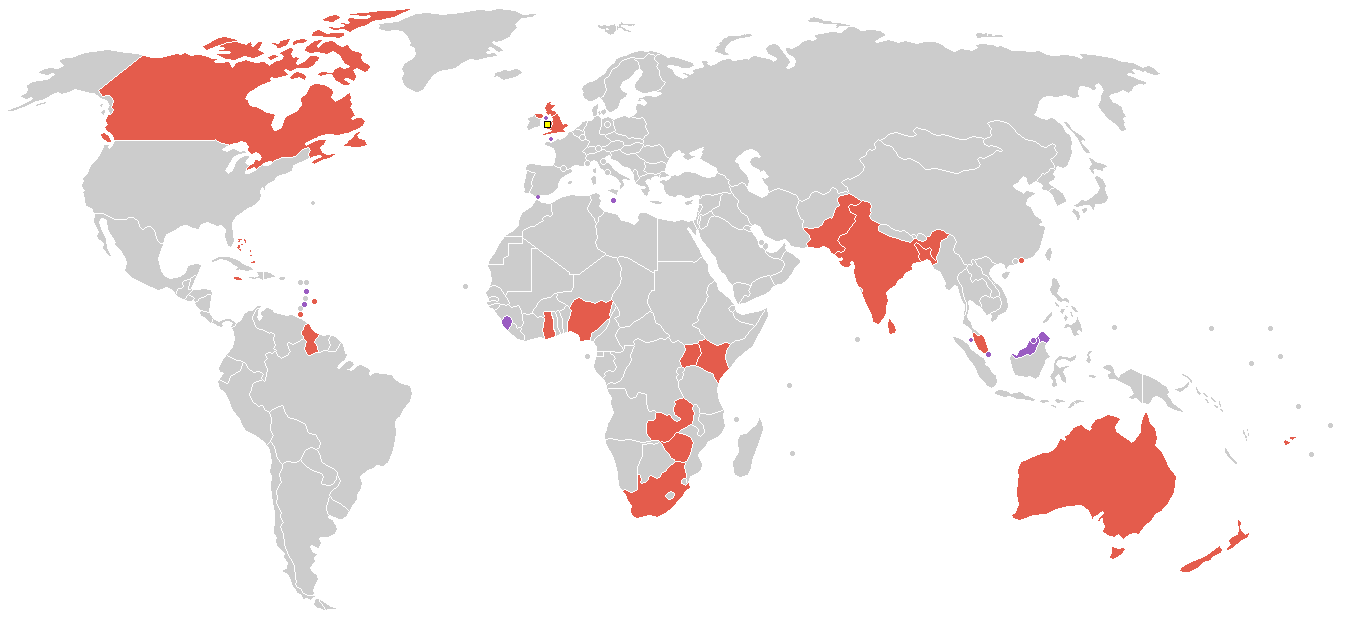
Teilnehmende Länder (violett: erstmalige Teilnahme)

- Australien
- Bahamas
- Barbados
- Britisch-Guayana
- Brunei
- Ceylon
- Dominica
- England
- Fidschi
- Ghana
- Gibraltar
- Hongkong
- Indien
- Isle of Man
- Jamaika
- Jersey
- Kanada
- Kenia
- Malaya
- Malta
- Neuseeland
- Nigeria
- Nordborneo
- Nordirland
- Nordrhodesien
- Pakistan
- Penang
- Südrhodesien
- Schottland
- Singapur
- Südafrikanische Union
- St. Vincent und die Grenadinen
- Trinidad und Tobago
- Uganda
- Wales

## Ergebnisse
- Bowls
- Boxen
- Fechten
- Gewichtheben
- Leichtathletik
- Radsport
- Ringen
- Rudern
- Schwimmen
- Wasserspringen

## Medaillenspiegel
| Platz | Land                  | Gold | Silber | Bronze | Gesamt |
| ----- | --------------------- | ---- | ------ | ------ | ------ |
| 1     | England               | 29   | 22     | 29     | 80     |
| 2     | Australien            | 27   | 22     | 17     | 66     |
| 3     | Südafrikanische Union | 13   | 10     | 8      | 31     |
| 4     | Schottland            | 5    | 5      | 3      | 13     |
| 5     | Neuseeland            | 4    | 6      | 9      | 19     |
| 6     | Jamaika               | 4    | 2      | 1      | 7      |
| 7     | Pakistan              | 3    | 5      | 2      | 10     |
| 8     | Indien                | 2    | 1      | -      | 3      |
| 9     | Singapur              | 2    | -      | -      | 2      |
| 10    | Kanada                | 1    | 10     | 16     | 27     |
| 11    | Wales                 | 1    | 3      | 7      | 11     |
| 12    | Nordirland            | 1    | 1      | 3      | 5      |
| 13    | Bahamas               | 1    | 1      | -      | 2      |
| 13    | Barbados              | 1    | 1      | -      | 2      |
| 15    | Malaya                | -    | 2      | -      | 2      |
| 16    | Nigeria               | -    | 1      | 1      | 2      |
| 17    | Britisch-Guayana      | -    | 1      | -      | 1      |
| 17    | Uganda                | -    | 1      | -      | 1      |
| 19    | Südrhodesien          | -    | -      | 3      | 3      |
| 20    | Kenia                 | -    | -      | 2      | 2      |
| 21    | Ghana                 | -    | -      | 1      | 1      |
| 21    | Isle of Man           | -    | -      | 1      | 1      |
| 21    | Trinidad und Tobago   | -    | -      | 1      | 1      |